# Refuge Contrahierba
Le refuge Contrahierba est un refuge de montagne situé à la base du Cajavilca, l'un des sommets du massif de Contrahierbas à 4 200 m d'altitude, dans le parc national de Huascarán, dans la région d'Ancash, au Pérou. Il a une capacité de 104 places et constitue le point de départ pour l'ascension du Cajavilca et observer des ruines pré-colombiennes.
Il fait partie du groupe de cinq refuges construits par les volontaires péruviens et italiens de l'Opération Mato Grosso dans le cadre du programme Don Bosco dans les Andes dirigé par le prêtre italien Ugo de Censi.